# Changium
Changium är ett släkte i familjen flockblommiga växter. Dess båda arter förekommer i Kina.

## Arter
- Changium angustilobum
- Changium smyrnioides